# Translationale Onkologie
Translationale Onkologie (TRON) ist ein deutsches biopharmazeutisches Forschungsinstitut. Es wurde 2010 als gemeinnützige GmbH an der Universität Mainz von Ugur Sahin, Özlem Türeci und Christoph Huber gegründet. TRON unterstützt vor allem durch den Aufbau neuer Plattformen die Entwicklung von personalisierten Konzepten für die Therapie und für Biomarker zur Bekämpfung von Krebs und anderen schwerwiegenden Erkrankungen des Menschen. Dadurch soll die Überführung von grundlagenorientierten Forschungsergebnissen in die Entwicklung neuer Arzneimittel und Diagnostika gefördert und beschleunigt werden. 2018 wurde gemeinsam mit dem DKFZ das „Helmholtz-Institut für Translationale Onkologie (HI-TRON) Mainz“ gegründet.

## Einrichtungen
TRON besteht aus den Forschungsabteilungen Biomarker Development Center (BDC) und Immunotherapy Development Center (IDC). Sie verfügen über Forschungskapazitäten in den Bereichen Genomik, Bioinformatik, Vectoren, Serodiscovery, In vivo-Imaging (Bildgebung) und Validation.

## Forschungsziele
TRON erforscht in Kooperation mit akademischen und industriellen Partnern immunologische Mechanismen und Möglichkeiten der therapeutischen Modulation des Immunsystems. Der Forschungsschwerpunkt liegt in den Bereichen Krebsimmunologie und Genomik. Die Forschungsteams identifizieren und charakterisieren krankheitsrelevante molekulare Ziele und entwickeln maßgeschneiderte bioinformatische und neue biostatistische Ansätze. Darüber hinaus entwerfen und verbessern sie innovative Technologien in den Bereichen Biomarkerentwicklung und biopharmazeutische Wirkstoffentwicklung.

## PhD-Programm
Im Rahmen eines PhD-Programms fördert TRON Doktoranden aus aller Welt durch verschiedene Fördermaßnahmen. 2019 wurden 22 Doktoranden gefördert.

## Förderer
TRON wird gefördert durch das Land Rheinland-Pfalz, das Bundesministerium für Bildung und Forschung, die Deutsche Forschungsgemeinschaft und die Europäische Kommission.

## Publikationen (Auswahl)
- C. Krienke et al: A noninflammatory mRNA vaccine for treatment of experimental autoimmune encephalomyelitis. In: Science. 371(6525), 2020, S. 145–153.
- T. Beissert et al.: A trans-amplifying RNA vaccine strategy for induction of potent protective immunity. In: Molecular Therapy. 28(1), 2019, S. 119–128.
- P. Sorn et al.:  ArtiFuse – Computational validation of fusion gene detection tools without relying on simulated reads. In: Bioinformatics. 36(2), 2019, S. 373–379.
- C. Grunwitz et al.: HPV16 RNA-LPX vaccine mediates complete regression of aggressively growing HPV-positive mouse tumors and establishes protective T cell memory. In  Oncoimmunology. 8(9), 2019, S.e1629259.
- M. Vormehr et al.: A non-functional neoepitope specific CD8+ T-cell response induced by tumor derived antigen exposure in vivo. In: Oncoimmunology. 8(3), 2018, S. 1553478.
- N. Hilf et al.: Actively personalized vaccination trial for newly diagnosed glioblastoma. In: Nature. 565(7738), 2018, S. 240–245.